# Dorata
Dorata oder Dochata (auch Doghata oder Dughata, arabisch دوغات Doghat, DMG Dughat, kurmandschi Doxata) ist ein jesidisches Dorf im Norden des Iraks.
Das Dorf liegt ca. 12 km südlich von der assyrischen Stadt Alqosch und ca. 7 km nördlich von der assyrischen Stadt Telskuf im Distrikt Tel Kaif im Gouvernement Ninawa. Der Ort befindet sich in der Ninive-Ebene und gehört zu den umstrittenen Gebieten des Nordiraks.

## Bevölkerung
Die Bevölkerung Doratas besteht ausschließlich aus Jesiden.